# Ascot Racecourse
Ascot Racecourse är en hästkapplöpningsbana i orten Ascot i grevskapet Berkshire i England. Banan används till galopptävlingar om sommaren, bland annat The Royal Ascot, och steeplechase och hinderlopp på vintern. Marken som Ascot Racecourse ligger på ägs av Crown Estate.

## Bakgrund
Drottning Anna avsatte området till hästtävlingar år 1711 och den 11 augusti samma år reds det första loppet med en prispott på 100 Guineas. År 1813 avsatte det brittiska parlamentet området till hästsport för all framtid. Det användes dock bara en gång om året till "The Royal Meeting", en fyra dagars tävling. Först år 1945 utökades verksamheten.
I mer än 250 år var det bara galopptävlingar på Ascot, men från och med år 1965 har man också ridit hinderlopp och steeplechase här.
Galoppbanan stängdes år 2004 för renovering och när den öppnade 20 månader senare hade, bland annat, en helt ny åskådarläktare byggts.
Sedan 2000 körs Shergar Cup till minne av galopphästen Shergar, som kidnappades 1983.

## The Royal Ascot
Tävlingsveckan, som vanligen är i mitten av juni, har den brittiska kungafamiljen som värd och framträdande medlemmar av kungahuset anländer varje tävlingsdag i hästdragna vagnar. Drottning Elizabeth II var under sin regeringstid självskriven hedersgäst och tävlingarna började direkt efter hennes ankomst. Drottningen var frånvarande en enda gång och 22 av hennes hästar har vunnit lopp under tävlingarna.
The Royal Ascot är ett av världens mest formella event med en strikt klädkod. Kvinnor skall vara klädda i heltäcktackande klänningar och hatt, medan männen skall ha svart eller grå jackett med hatt.
Den totala prissumman under de fem tävlingsdagarna är (2020) £8 miljoner (BRP).
2020 års Royal Ascot hölls på grund av Coronaviruspandemin utan publik och i drottning Elizabeth II:s frånvaro.

## Galleri

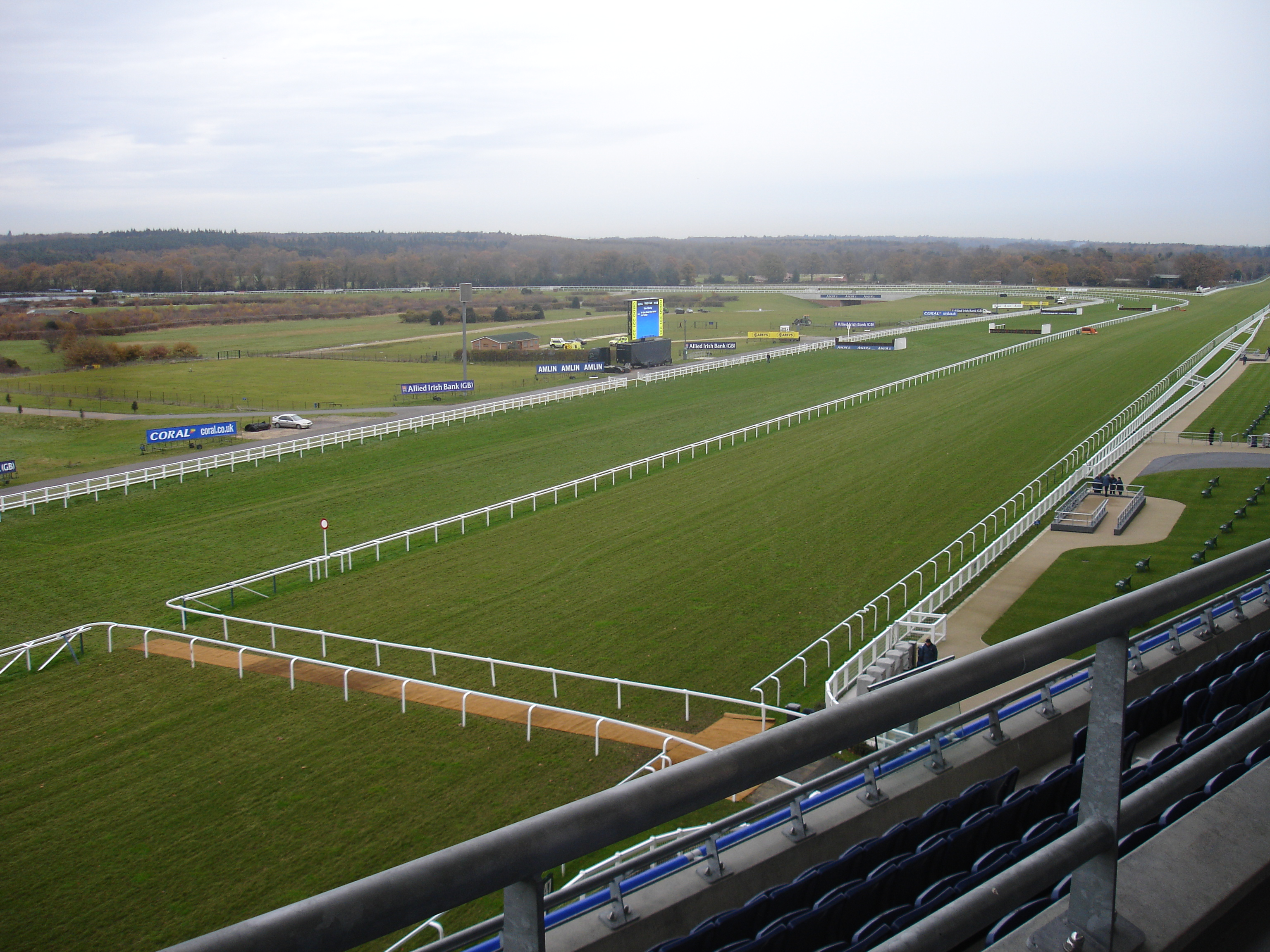
Överblicksbild av banan och huvudraksträckan.
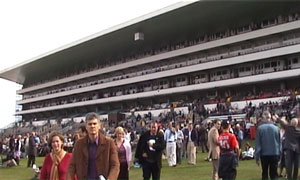
Åskådarläktaren innan 2006 års ombyggnad.
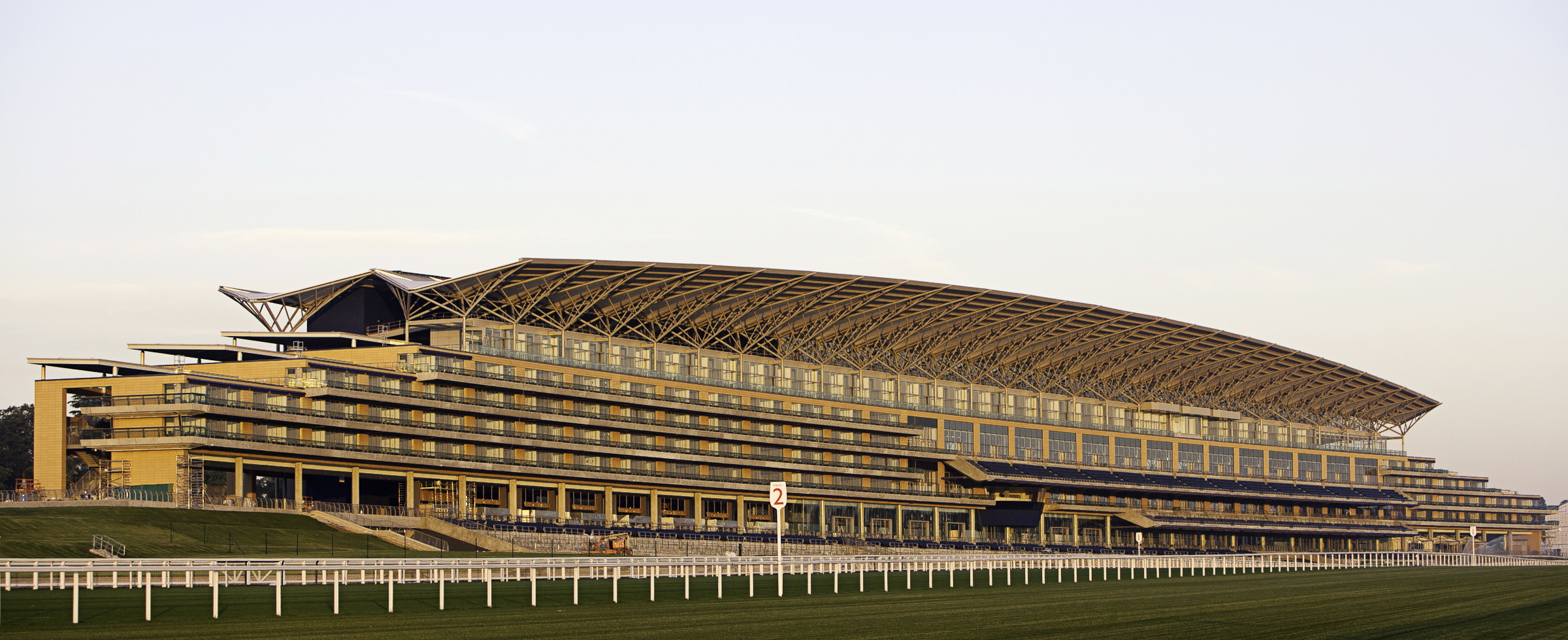
Åskådarläktaren efter 2006 års ombyggnad.
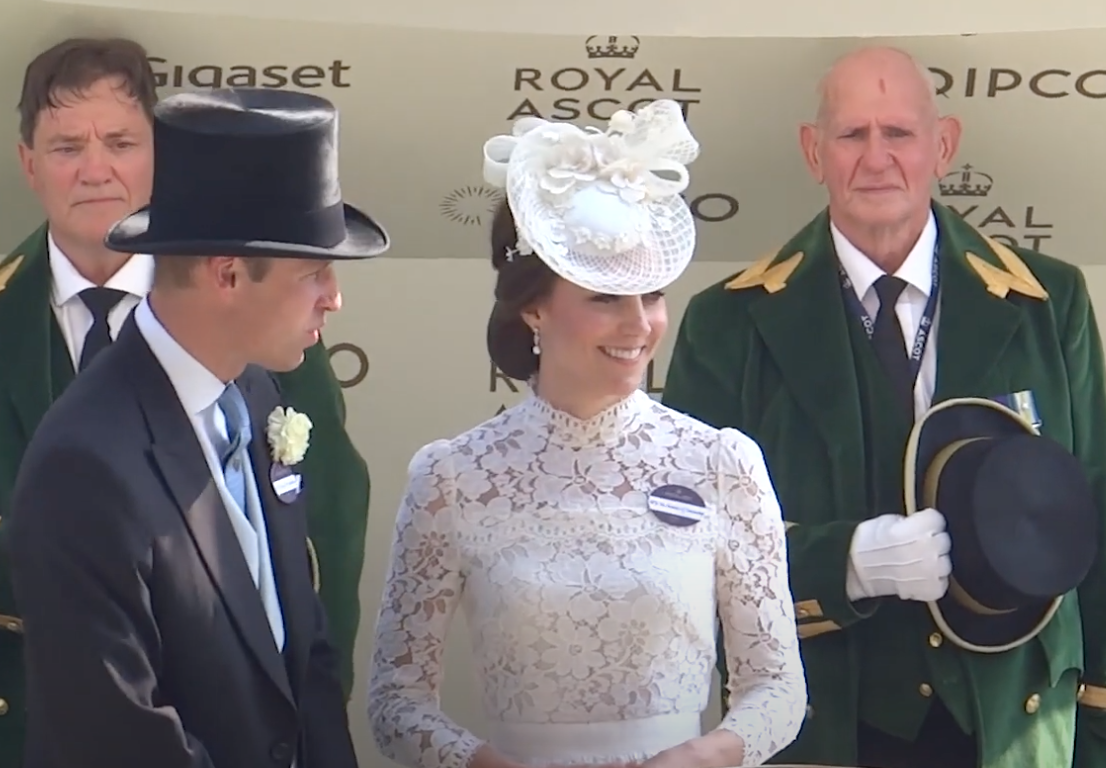
Prins William, hertig av Cambridge och Catherine, hertiginna av Cambridge på Royal Ascot 2017 i traditionell klädkod.
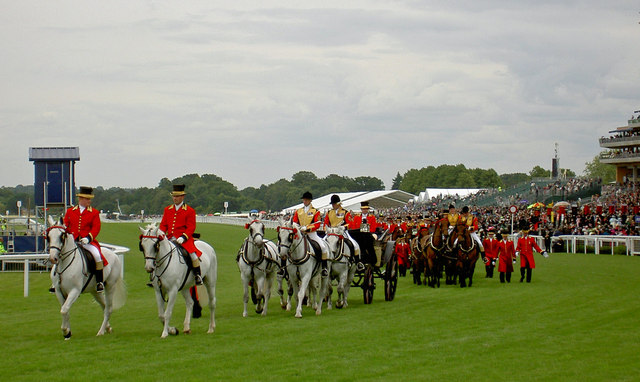
De kungliga vagnarna lämnar Royal Ascot.